# Peatîhirți, Lubnî
Peatîhirți (în ucraineană П'ятигірці) este un sat în comuna Mîhnivți din raionul Lubnî, regiunea Poltava, Ucraina.

## Demografie
Componența lingvistică a localității Peatîhirți
     Ucraineană (98,84%)
     Rusă (1,16%)
Conform recensământului din 2001, majoritatea populației localității Peatîhirți era vorbitoare de ucraineană (98,84%), existând în minoritate și vorbitori de rusă (1,16%).